# Yli Ahvenjärvi
Yli Ahvenjärvi är en sjö i Kiruna kommun i Lappland och ingår i Torneälvens huvudavrinningsområde. Sjön har en area på 0,127 kvadratkilometer och ligger 358 meter över havet. Yli Ahvenjärvi ligger i Torne och Kalix älvsystem Natura 2000-område.

## Delavrinningsområde
Yli Ahvenjärvi ingår i det delavrinningsområde (756651-175872) som SMHI kallar för Mynnar i Lainioälvens vattendragsyta. Medelhöjden är 402 meter över havet och ytan är 57,09 kvadratkilometer. Räknas de 4 avrinningsområdena uppströms in blir den ackumulerade arean 162,04 kvadratkilometer. Myllyjoki (Kuormakkajoki) som avvattnar avrinningsområdet har biflödesordning 3, vilket innebär att vattnet flödar genom totalt 3 vattendrag innan det når havet efter 355 kilometer. Avrinningsområdet består mestadels av skog (60 procent) och sankmarker (37 procent). Avrinningsområdet har 1,02 kvadratkilometer vattenytor vilket ger det en sjöprocent på 1,8 procent.